# فن‌بازار
فن بازار به معنای بازار فناوری، یعنی محلی برای مبادلات تکنولوژی است. همان‌طور که بازار مسکن محل مبادله مسکن است و بنگاه‌های معاملات مسکن واسطه‌های اطلاعاتی و حقوقی معامله مسکن هستند، در بازار فناوری نیز فن‌بازارها نقش واسطه‌ای برای رساندن اطلاعات تکنولوژی به «عرضه‌کنندگان»، «متقاضیان»، «کارآفرینان» و «سرمایه‌گذاران» را دارد. درضمن به ارائه مشاوره در خصوص مراحل انتقال تکنولوژی می‌پردازد.و کسب کارهایی که فناوری در آنها ورود کرده.

## تاریخچه
تولد فن‌بازارها به یک دهه قبل (دهه ۱۹۹۰) و کشورهای شرق آسیا برمی‌گردد. کشورهایی چون «ژاپن»، «چین» و «هنگ‌کنگ» که خود تولیدکننده تکنولوژی نبودند و بیشتر از استراتژی انتقال تکنولوژی استفاده می‌کردند، برای سامان‌دهی به جریان انتقال تکنولوژی در کشورشان دست به ایجاد ساختارهایی زدند که بعداً به نام Technomarket یا technomart معروف شدند.
از جمله تاثیرگذاران فن بازار در ایران میتوان به مهدی صفاری نیا، احمدرضا علایی، اکبر قنبرپور، محسن علی اکبریان و محمدصالح خالقی اشاره کرد. دبیر شبکه فن بازار ملی ایران محمد صالح خالقی می باشد 
نمونه‌ای از مهم‌ترین فن‌بازارها در حال حاضر عبارت‌اند از:
- فن‌بازار آسیا و اقیانوسیه APCTT؛ مستقر در دهلی‌نو
- فن‌بازارYet2؛ در آمریکا
- فن‌بازار هنگ کنگ.

## فن‌بازار و مأموریت آن
ظرایف موجود در انتقال تکنولوژی لزوم ایجاد اطلاع‌رسانی صحیح، مشاوره و استانداردسازی مبادلات را به وجود آورد، که این نقش توسط فن‌بازارها ایفا می‌شود. در اصل فن‌بازار در نقش یک واسطهٔ حرفه‌ای در سطوح مختلف در کنار عرضه‌کنندگان (دانشگاه‌ها، پژوهش‌گاه‌ها و واحدهای تحقیق و توسعهٔ صنایع) و متقاضیان تکنولوژی (صنایع بزرگ، بنگاه‌های اقتصادی کوچک و متوسط، سرمایه‌گذاران و حتی دانشگاه‌ها) خواهد بود. با این تعریف می‌توان گفت فن‌بازار در اصل یک بنگاه تخصصی معاملات تکنولوژی است.
در این بازار، فروشندگان تکنولوژی فرصت می‌یابند تا ایده‌ها و تکنولوژی‌های خود را به معرض نمایش گذاشته و برای آن‌ها اقدام به بازاریابی نمایند. از طرفی این امکان نیز وجود دارد که متقاضیان تکنولوژی نیز تقاضاهای خود را مطرح نموده و به این صورت قدرت انتخاب بالاتری در بین گزینه‌ها داشته باشد.

## انواع فن‌بازارها
فن بازارها به سه دسته کلی تقسیم می‌شوند:
1. فن‌بازار اطلاعات: در فن‌بازار اطلاعات، تنها اطلاعات تکنولوژی به مخاطبان عرضه می‌شود. در واقع همان‌طور که وقتی به یک بنگاه معاملات مسکن مراجعه می‌کنید، اطلاعات کاملی در مورد مسکن قابل خرید یا فروش با تمام ویژگی‌هایش می‌بابید، در فن‌بازار اطلاعات هم می‌توانید از تکنولوژی‌های قابل خرید و فروش مطلع شوید.
2. فن‌بازار مشاوره: این گونه فن‌بازارها به طرفین معامله انتقال تکنولوژی مشاوره‌های فنی، حقوقی و بازار می‌دهند تا به بهترین شکل منافع طرفین تأمین شود.
3. فن‌بازار ترکیبی: که هر دو وظیفه بالا را هم‌زمان انجام می‌دهد.

## فن بازار در ایران
با گسترش روزافزون اهمیت فن‌بازارها در دنیا به عنوان یک ابزار قدرتمند توسعه و تبادل فناوری، ایده ایجاد فن‌بازار در ایران در سال۱۳۸۱ شکل گرفت. با توجه به عدم وجود تجربه مشابه در داخل کشور، فاز مطالعاتی ایجاد فن‌بازار در همان سال در پارک فناوری پردیس آغاز شد. مدل مناسب برای پیاده‌سازی در ایران با توجه مطالعات انجام‌شده و نیز شرایط و زیرساخت‌های موجود در کشور در سال ۱۳۸۲ استخراج گردید و منجر به شکل‌گیری اولین فن‌بازار در پارک فناوری پردیس شد که تحت عنوان فن‌بازار ملی ایران به‌کار خود ادامه داد. در همان سال، اصطلاحات و تعاریف فن‌بازار در قالب یک واژه‌نامه، مورد امضا و تأیید سه وزارتخانه علوم، تحقیقات و فناوری، دفاع و پشتیبانی نیروهای مسلح و صنایع و معادن وقت و پارک فناوری پردیس واقع گردید. در این واژه‌نامه، به تعریف فن‌بازار، بخش‌های آن، سایت فن‌بازار ملی و فن‌بازارهای تخصصی اشاره شده‌است.
در حال حاضر، فن‌بازار ملی ایران، بزرگترین و منسجم‌ترین تشکیلات مرتبط با فن‌بازار در ایران است. این مرکز که توسط پارک فناوری پردیس تأسیس شده‌است تاکنون اقدامات مختلفی مانند راه‌اندازی بانک اطلاعات مرجع فناوری، برگزاری جشنواره ملی فناوری و… را انجام داده و هم‌اکنون راه‌اندازی بخش فیزیکی فن‌بازار ملی را در پارک مذکور در دستور کار خود دارد.
از دیگر اقدامات انجام شده در رابطه با فن‌بازار در ایران، می‌توان به برگزاری نمایشگاه فن‌بازار در هفته پژوهش از سال‌های ۱۳۸۲ تا ۱۳۸۵ توسط وزارت علوم، تحقیقات و فناوری اشاره نمود.
سایر مراکزی که هم‌اکنون در ایران در حیطه فن‌بازار فعالیت می‌کنند عبارتند از:
- فن بازار اینوفام (شرکت دانشگاهی توسعه فناوری معین)
- فن بازار منطقه‌ای استان قم (پارک علم و فناوری استان قم)
- فن بازار پارک علم و فناوری یزد
- فن‌بازار منطقه‌ای خراسان (شرکت شهرکهای صنعتی استان خراسان)
- نانومچ
- فن‌بازار منطقه‌ای شمالغرب
- فن بازار پژوهشگاه پليمر و پتروشيمي ايران